# Glendale (Wisconsin)
Glendale – miejscowość w hrabstwie Milwaukee, stanie Wisconsin, USA. Według spisu z 2010 r. 12 872 mieszkańców.

## Historia
Miejscowość została założona 28 grudnia 1950 roku jako fragment wydzielony z nieistniejącego już miasteczka Milwaukee (town).